# Port Loko (distrikt)
Port Loko är ett distrikt i Northern Province i Sierra Leone. Distriktet är landets näst mest folkrika, huvudort är Port Loko. Vid folkräkningen 2015 hade distriktet 615 376 invånare.

## Administrativ indelning
Distriktet består av elva hövdingadömen.
| - Bureh Kasseh Makonteh - Buya Romende - Dibia - Kaffu Bullom - Koya - Lokomasama | - Maforki - Marampa - Masimera - Sanda Magbolont - Tinkatupa Maka Safroko |

## Befolkningsutveckling
| Befolkningsutvecklingen i Port Loko 1974–2015 | Befolkningsutvecklingen i Port Loko 1974–2015 | Befolkningsutvecklingen i Port Loko 1974–2015 | Befolkningsutvecklingen i Port Loko 1974–2015 | Befolkningsutvecklingen i Port Loko 1974–2015 |
| --------------------------------------------- | --------------------------------------------- | --------------------------------------------- | --------------------------------------------- | --------------------------------------------- |
|                                               |                                               |                                               |                                               |                                               |
| År                                            |                                               |                                               | Folkmängd                                     |                                               |
| 1974                                          | 1974                                          |                                               | 292 244                                       |                                               |
| 1985                                          | 1985                                          |                                               | 329 344                                       |                                               |
| 2004                                          | 2004                                          |                                               | 453 746                                       |                                               |
| 2015                                          | 2015                                          |                                               | 615 376                                       |                                               |
|                                               |                                               |                                               |                                               |                                               |